# جاذبه (فیلم ۱۹۶۹)
جاذبه (انگلیسی: Attraction) با نام اصلی نروسوبیانکو (ایتالیایی: Nerosubianco؛ معنای تحت‌اللفظی: «سیاه رویِ سفید») فیلمی کمدی در سبک شهوت‌نگاره به کارگردانی تینتو براس است که در سال ۱۹۶۹ منتشر شد. از بازیگران آن می‌توان به تری کارتر و تینتو براس اشاره کرد.